# George Aiken
George David Aiken (ur. 20 sierpnia 1892 w Dummerston w hrabstwie Windham, zm. 19 listopada 1984 w Putney) – amerykański farmer i polityk, działacz Partii Republikańskiej, który pełnił urzędy wicegubernatora (1935–1937), gubernatora (1937–1941) rodzinnego stanu Vermont. W latach 1941–1975 reprezentował Vermont natomiast w Senacie Stanów Zjednoczonych.

## Młodość i sadownictwo
Urodził się w Dummerston (hrabstwo Windham, Vermont). Jego rodzicami byli rolnicy: Edward W Aiken i Myra z domu Cook. Niedługo później, w 1893 r., przeprowadził się wraz z rodzicami do Putney, także w tym stanie. Ukończył szkołę średnią Brattleboro High School. Aiken rozpoczął pracę w rolnictwie po ukończeniu szkoły średniej w 1909 r. Zajmował się uprawą owoców i szkółkarstwem, a później z powodzeniem eksperymentował ze sprzedażą dzikich kwiatów. Opierając się na swoich doświadczeniach, Aiken napisał Pioneering with Wildflowers (1933) i Pioneering with Fruits and Berries (1936).

## Życie rodzinne
Z małżeństwa z Beatrice Howard (1914 r.) miał czworo dzieci: trzy córki Dorothy, Marjorie i Barbarę, a także syna Howarda. Jego pierwsza żona zmarła w 1966 roku, a rok później (30 czerwca 1967 r.) Aiken poślubił jedną ze swoich doradczyń senackich, Lolę Pierotti.

## Początki kariery
W latach 1920–1937 był dyrektorem szkoły w Putney. W 1922 był nieudanym kandydatem republikanów do Izby Reprezentantów Vermont, ale wygrał wybory w 1930, stając się czwartym pokoleniem swojej rodziny, które zasiadało w legislaturze. Między rokiem 1931 a 1935 zasiadał w stanowej Izbie Reprezentantów, pełniąc tam m.in. funkcję spikera (1933–1935). W latach 1935–1937 pełnił urząd wicegubernatora stanu w gabinecie Charlesa Manleya Smitha. W 1936 r. wybrano go na stanowisko szefa stanowej władzy wykonawczej, które pełnił, wybrany ponownie w 1938 r., dwie 2-letnie kadencje (1937–1941). Jego polityka gubernatorska była często konserwatywna i obejmowała redukcję długu publicznego, plan budowy dróg publicznych oraz odpowiedzialność stanową zamiast federalnej za projekty przeciwpowodziowe.
Vermont jest stanem pod względem politycznym tradycyjnie zdominowanym przez liberałów, ale przez wiele lat pozostawał trwałą bazą wyborczą dla republikanów, którzy stawali się coraz bardziej konserwatywni, a opozycyjni demokraci coraz bardziej przesuwali się na lewo (choć popierało ich dla odmiany konserwatywne południe). Dziś jednak to Nowa Anglia jest bastionem demokratów, a południe – republikanów. Także Aiken jako gubernator, a następnie senator, plasował się raczej na lewym skrzydle republikanów. Będąc szefem stanowej władzy wykonawczej zwalczał m.in. zdecydowanie monopole.

## Senator USA
Wybrano go na senatora 5 listopada 1940 r., ale swój mandat objął dopiero 10 stycznia 1941 r. Wybierano go ponownie w latach: 1944, 1950, 1956, 1962 oraz 1968. Jako senator i jeden z najbardziej liberalnych republikanów w Senacie popierał wiele postępowych reform. Z tego powodu popadał często w konflikty z konserwatywnymi kolegami, którzy zwali go nawet "komunistą z Vermontu". W czasie 80. Kongresu stał na czele komitetu ds. leśnictwa i rolnictwa. Krytykował sposób prowadzenia wojny wietnamskiej, twierdząc, iż powinno się ogłosić zwycięstwo, zawrzeć pokój, póki to możliwe na korzystnych warunkach, i wycofać się do domu. W latach 1972–1975 był senatorem o najdłuższym stażu w izbie, jednakże, wobec większości demokratycznej, stanowisko przewodniczącego pro tempore Senatu zajmował James Eastland z Missisipi, najstarszy stażem demokrata. Aiken nie ubiegał się o ponowny wybór w 1974 r. Wybory te wygrał, zasiadający w Senacie po dziś dzień, Patrick Leahy, pierwszy demokrata od wielu lat wybrany na to stanowisko.